# CLS (명령어)
CLS는 콘솔 화면에 있는 모든 명령어 들을 지워준다. 유닉스의 clear과 비슷하다.

## 사용법
```
  CLS
```

## 같이 보기
- 도스 명령어 목록